# Repubblica Socialista Sovietica Tagika
La Repubblica Socialista Sovietica Tagika o RSS Tagika (in tagico: Республикаи Советии Социалистии Тоҷикистон, Respublikai Sovetii Socialistii Todžikiston; in russo: Таджикская Советская Социалистическая Республика, Tadžikskaja Sovetskaja Socialističeskaja Respublika) fu il nome dato al Tagikistan quando fece parte dell'Unione Sovietica, dal 1929 al 1991.
Fondata il 14 ottobre 1924, inizialmente era chiamata RSSA Tagika ("A" stava per "Autonoma"), e faceva parte della RSS Uzbeka. Il 5 dicembre 1929 si trasformò in RSS Tagika e divenne una repubblica separata dell'URSS.
Il 9 settembre 1991 dichiarò l'indipendenza dall'URSS e fu chiamata Repubblica di Tagikistan.

## Storia
Uno dei nuovi stati creati nell'Asia centrale nel 1924 era l'Uzbekistan, che aveva lo status di Repubblica socialista sovietica. il Tagikistan fu creato come RSS autonoma all'interno dell'Uzbekistan. La nuova repubblica autonoma includeva quella che era stata la parte orientale della RSS di Bukhara (e, prima, del Khanato di Bukhara), e aveva una popolazione di circa 740.000 persone, su un totale di circa 5 milioni di persone dell'Uzbekistan. La capitale fu stabilita a Dušanbe, che era stato un villaggio di 30.000 persone nel 1920. Nel 1929 il Tagikistan si staccò dall'Uzbekistan e gli fu dato pieno titolo di repubblica socialista sovietica. A quel tempo, il territorio che è ora il Tagikistan del Nord, fu aggiunto alla nuova repubblica. anche con il territorio annesso, il Tagikistan rimase la più piccola repubblica dell'Asia centrale.
Con la creazione di una repubblica definita in termini nazionali, si ebbe anche l'istituzione di istituzioni nazionali. Il primo giornale in lingua tagica iniziò le pubblicazioni nel 1926. Vennero messe in funzione anche nuove istituzioni scolastiche: la prima scuola statale aprì sempre nel 1926, e vi ci si potevano iscrivere sia bambini sia adulti.